# Jeff Barry
Pour les articles homonymes, voir Barry.
Jeff Barry, né Joel Adelberg le 3 avril 1938 à Brooklyn, à New York, est un auteur-compositeur et producteur de musique américain. Il est principalement connu comme moitié du tandem d'auteurs-compositeurs formé avec sa femme Ellie Greenwich. Ils ont écrit beaucoup de chansons célèbres des années 1960, telles que Da Doo Ron Ron, Be My Baby, Leader of the Pack et River Deep, Mountain High.